# Sicydium davilae
Sicydium davilae là một loài thực vật có hoa trong họ Cucurbitaceae. Loài này được Rafael Lira Saade miêu tả khoa học đầu tiên năm 1995.